# 黒川邦輔
黒川 邦輔（くろかわ くにほ、1898年（明治31年）11月4日 - 1943年（昭和18年）6月28日）は、日本の陸軍軍人。最終階級は陸軍少将。

## 経歴
大分県出身。熊本陸軍地方幼年学校、中央幼年学校を経て、1920年（大正9年）5月、陸軍士官学校（32期）を卒業。同年12月、歩兵少尉に任官し歩兵第46連隊付となる。陸士生徒隊付などを経て、1930年（昭和5年）11月、陸軍大学校（42期）を卒業した。
1932年（昭和7年）4月、参謀本部付勤務となり、同年12月、陸軍兵器本廠付兼軍務局課員に転じた。1934年（昭和9年）4月から1937年（昭和12年）3月まで陸軍派遣学生として東京帝国大学法学部法律学科で聴講生として学んだ。この間、1935年（昭和10年）8月、歩兵少佐に進級した。1937年3月、兵器本廠付兼軍務局付（対満事務局）となり、軍務局課員を務め、1938年（昭和13年）3月、歩兵中佐に昇進した。同年7月、関東軍参謀に就任し、1940年（昭和15年）8月、歩兵大佐に昇進。
1942年（昭和17年）2月、第25軍軍政部付として太平洋戦争に出征し、スマトラ東海岸州支部長を務めた。同年6月、第56師団参謀長に転じ、芒市に駐屯。1943年6月、ペグー付近で飛行機事故のため戦死し、陸軍少将に進んだ。

## 栄典
外国勲章佩用允許
- 1941年（昭和16年）12月9日 - 満州帝国：建国神廟創建記念章[6]